# Kipiełow
Kipiełow (Kipelov, ros. Кипелов) – rosyjski zespół heavymetalowy utworzony przez frontmana legendarnej formacji Arija. W 1997 Walerij Kipiełow wraz z Siergiejem Mawrinem nagrali wspólnie album Smutnoje wremia (ros. Смутное время), który zawierał przebój Ja swobodien (Jestem wolny).

## Dyskografia
- Put' nawierch (Путь наверх, 2003) - koncertowa
- Wawiłon (Вавилон, 2004) - singiel
- Rieki wriemjon (Реки времён, 2005)
- Moskwa 2005 (Москва 2005, 2005) - koncertowa
- V let (V лет, 2008) - koncertowa
- Żyt' wopreki (Жить вопреки, 2011)